# Simon Scott
Pour les articles homonymes, voir Scott.
Simon Scott est un acteur américain né le 21 septembre 1920 à Monterey Park, en Californie (États-Unis), décédé le 11 décembre 1991 à Los Alamitos (États-Unis).

## Filmographie
- 1954 : Le Raid (The Raid) d'Hugo Fregonese : Capt. Floyd Henderson
- 1954 : Mardi, ça saignera (Black Tuesday) : Parker, A Convict
- 1956 : I've Lived Before (it) de Richard Bartlett (en) : Robert Allen, Attorney
- 1956 : Accused of Murder (en) de Joseph Kane : Day Office Cop
- 1956 : Crusader (TV)
- 1956 : Les Ailes de l'espérance (Battle Hymn) : Lt. Hollis
- 1957 : L'Homme aux mille visages (Man of a Thousand Faces) de Joseph Pevney : Carl Hastings
- 1959 : Une balle signée X (No Name on the Bullet) : Henry Reeger
- 1959 : Le Génie du mal (Compulsion) de Richard Fleischer : Detective 'Whitey' Brown
- 1959 : Markham (série télévisée) : John Riggs (1959)
- 1961 : Branle-bas au casino (The Honeymoon Machine) : Capt. Harvey Adam
- 1962 : Un pilote dans la Lune (Moon Pilot) : Medical Officer
- 1962 : The Couch : Lt. Kritzman
- 1963 : Le Vilain Américain (The Ugly American)
- 1963 : Hôpital central (General Hospital) (série télévisée) : Fred Fleming (1963)
- 1964 : Shock Treatment : Police Desk Sergeant
- 1964 : Ready for the People (TV) : District Attorney
- 1964 : Grand méchant loup appelle (Father Goose) : Captain of Submarine, USS Sailfin
- 1965 : Étranges compagnons de lit (Strange Bedfellows) : Jim Slade, Divorce Lawyer
- 1966 et 1968: Les Mystères de l'Ouest (The Wild Wild West), de Michael Garrison (série télévisée)
  - La Nuit des Magiciens (The Night of the Druid's Blood), saison 1 épisode 24, de Ralph Senensky (1966) : Col. Fairchild
  - La Nuit du Cobra d'Or (The Night of the Golden Cobra), saison 2 épisode 2, de Irving J. Moore (1966) : Col. Stanton Mayo
  - La Nuit de l'Engin mystérieux (The Night of the Juggernaut), Saison 4 épisode 3, de Irving J. Moore (1968) : Theodore Bock
- 1966 : Un truand (Dead Heat on a Merry-Go-Round) : William Anderson
- 1968 : En pays ennemi (In Enemy Country) : Gen. Jomar
- 1969 : Anatomy of a Crime (TV) : George Harrington
- 1971 : Cold Turkey : Mr. Kandiss, President United Tobacco Co.
- 1972 : Welcome Home, Johnny Bristol (TV) : Col. Anderson
- 1972 : The Man (en) : Hugh Gaynor
- 1973 : Vin, vacances et vahinés (The Six Million Dollar Man: Wine, Women and War) (TV) : Capt. Dawson
- 1974 : The Disappearance of Flight 412 (TV) : Colonel Freeman Barns
- 1975 : Barbary Coast (TV) : Brant Hollister
- 1975 : L'Odyssée du Hindenburg (The Hindenburg) de Robert Wise : Luftwaffe general
- 1976 : Once an Eagle (feuilleton TV)
- 1977 : La Chasse aux sorcières (Tail Gunner Joe) (TV)
- 1977 : L'Ultimatum des trois mercenaires (Twilight's Last Gleaming) : Phil Spencer
- 1978 : La Riposte de l'homme-araignée (Spider-Man Strikes Back) (TV)
- 1979 : Return of the Mod Squad (TV) : Barney Metcalf
- 1979 : Trapper John, M.D. (série télévisée) : Arnold Slocum (1979-1985)